# Lyman alpha blob

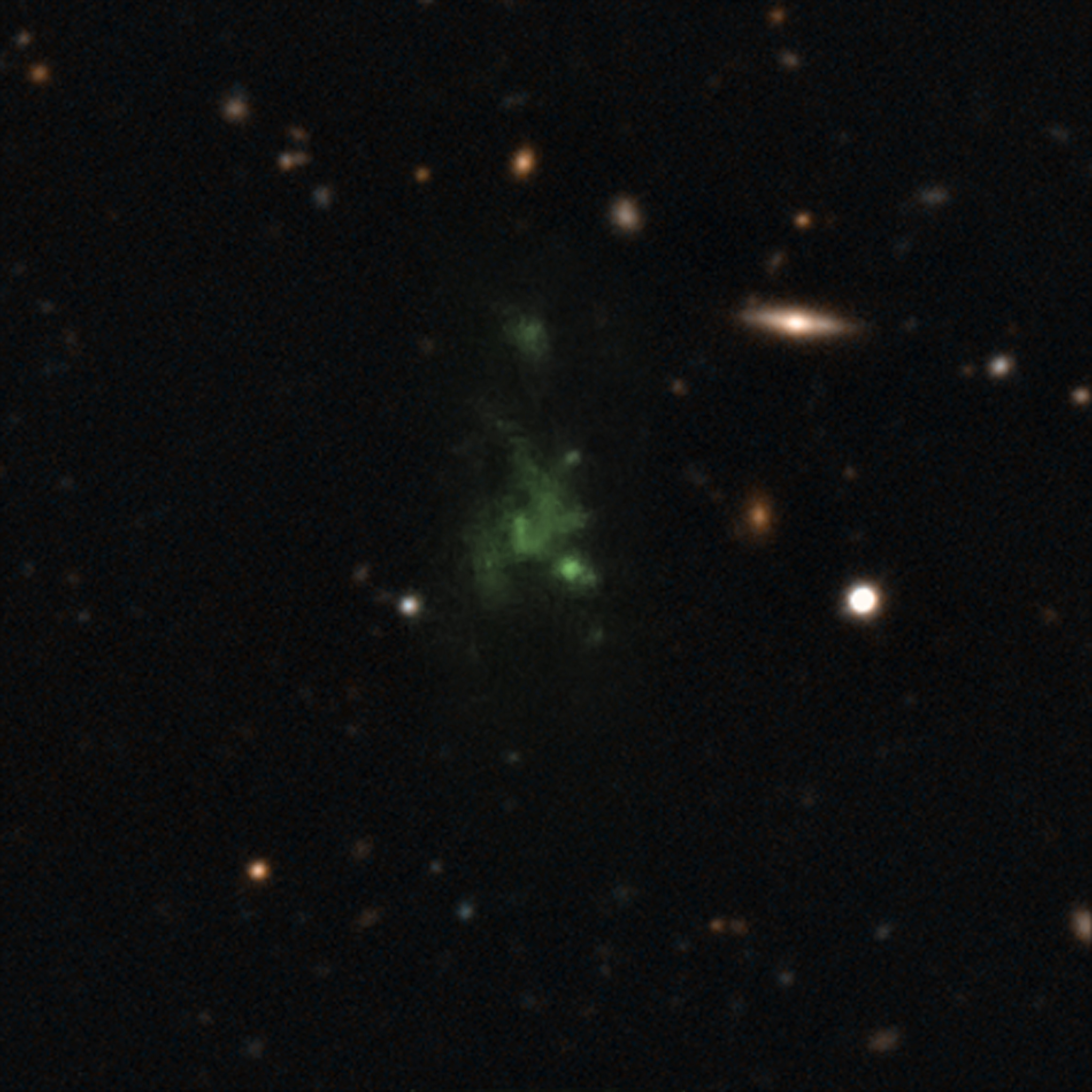
de Lyman alpha blob LAB-1

Een Lyman Alpha Blob bestaat uit grote klonten gas en sterren die gevonden worden in het licht van de Lyman-alpha-spectraallijn uit het waterstofspectrum op 121.6 nanometer. Het fenomeen is vernoemd naar Theodore Lyman (1874-1954), de ontdekker van de Lymanreeks.

## Ontdekking
Bruce Partridge en James Peebles hebben in 1967 voorgesteld dat jonge sterrenstelsels gevonden kunnen worden door hun Lyman alpha emissie. De eerste van zulke objecten zijn ontdekt in 1996 door Esther Hu en Richard McMahon met een roodverschuiving van 4,55.

## Eigenschappen
Lyman Alpha Blobs zijn netwerkachtige structuren waarin sterrenstelsels tot viermaal dichter op elkaar gedrukt zijn dan gebruikelijk. Ze hebben een omvang tot aan ongeveer 500.000 lichtjaren en vormen de grootste individuele structuren in het universum. Er zijn nu meer dan 500 van deze blobs bekend. Ze worden vooral bij grote roodverschuiving (z>2) gevonden. Dit betekent dat ze 1-2 miljard jaar na de oerknal gevormd zijn.
In 2009 werd Lyman-alpha blob Himiko ontdekt; tot nu toe het compactste object dat we kennen uit het vroege universum. De massa bedraagt 40 miljard maal die van de zon, en toch is de diameter slechts 55.000 lichtjaar (de helft van de melkweg). Vermoed wordt dat het een protosterrenstelsel is; in het Engels: een protogalaxy. Deze blob is 12,9 miljard jaar oud; 800 miljoen jaar na de oerknal.